# Hubertus Czernin
Hubertus Czernin (más plenamente, Hubertus Alexander Felix Franz Maria Czernin von und zu Chudenitz; 17 de enero de 1956 – 10 de junio de 2006) fue un periodista de investigación austriaco. 
Nacido en Viena el 17 de enero de 1956 de Felix Theobald Paul Anton Maria Czernin von und zu Chudenitz (1902–1968) y su mujer Franziska née von Mayer-Gunthof (1926–1987), ayudó a exponer el pasado nazi del Secretario General de Naciones Unidas anteriores y Presidente austriaco Kurt Waldheim.
Czernin es un personaje principal de la película de 2015, Woman in Gold, donde está caracterizado por Daniel Brühl.

## Carrera
Escribió inicialmente para el noticioso semanal Wochenpresse. En 1984 fue contratado por la revista vienesa Profil, llegando finalmente a ser su editor. 
Su investigación del cardenal Hans Hermann Groër reveló que tuvo sexo con más de 2000 hombres jóvenes, empezando en los años cincuenta y acabando en los noventa.
Czernin fue el primer periodista en obtener acceso a registros en la Galería austriaca en Viena y, en 1998, publicó una serie de artículos sobre la propiedad de cinco pinturas famosas de artista Gustav Klimt, probando que declaraciones hechas por Austria que habían sido donados a la galería por Ferdinand o Adele Bloch-Bauer eran falsas. Los artículos dirigieron al paso de la ley de Restitución del Arte de Austria, el cual dejó a la familia de Maria Altmann, la sobrina de Ferdinand Bloch-Bauer, junto con su abogado E. Randol Schoenberg, para perseguir reclamaciones exitosas por las pinturas que habían sido saqueadas de su tío durante Segunda Guerra Mundial (ve República de Austria v. Altmann). La Corte Suprema de los Estados Unidos aceptó el caso de Altmann para demandar al gobierno austriaco la propiedad de las multimillonarias pinturas de Klimt, siendo devueltas en marzo de 2006. Centenares de familias tuvieron que ser restituidas en su patrimonio artístico saqueado, bajo esta nueva ley.